# Nicholas Verrall
Nicholas Verrall (g. 1954) is een in Engeland geboren kunstschilder. Zijn werken zijn veelvuldig te bewonderen in posterwinkels en vallen op door de speciale wijze waarop er wordt gewerkt met kleuren en lichtval. Nick Verrall heeft zijn geheimen vastgelegd in een boekwerkje genaamd Colours and light in oil.
In 2005 waren zijn stukken 'contemporary art' te bezichtigen in de Londense 'Catto Gallery'.